# Lapptjärnen (Överluleå socken, Norrbotten)
Lapptjärnen är en sjö i Bodens kommun i Norrbotten och ingår i Altersundets huvudavrinningsområde.